# میه‌چیسواوا چویکلینسکا
میه‌چیسواوا چویکلینسکا-اشتاینزبرگ (لهستانی: Mieczysława Ćwiklińska-Steinsberg؛ ‏ تلفظ لهستانی: [mʲɛt͡ʂɨ'swava 'trapʂɔ]؛ ‏ ۱ ژانویهٔ ۱۸۷۹ – ۲۸ ژوئیهٔ ۱۹۷۲) بازیگر اهل لهستان بود.
از فیلم‌ها یا مجموعه‌های تلویزیونی که وی در آن‌ها نقش داشته‌است، می‌توان به جهنم، عالی‌جناب، شاگرد مغازه، پروفسور ویلچور، نقاب زرین، یک همسر سیاستمدار، دکتر مورک، پان تفاردوفسکی، علف جاروب و روبرت و برترام اشاره نمود.